# Concentrador de terminals

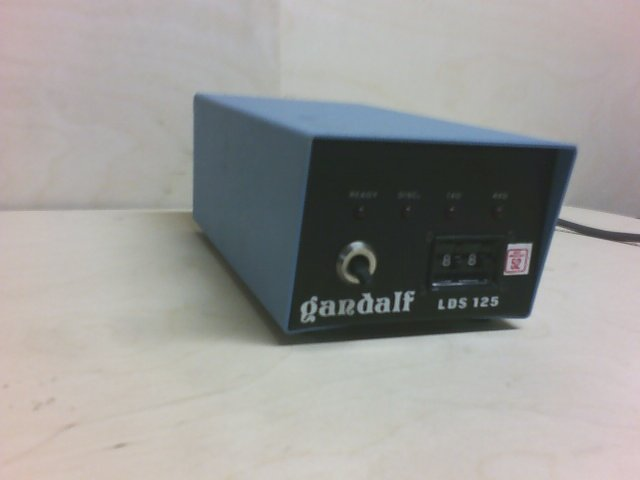
Un host selector per a terminal de Gandalf, o "caixa Gandalf", va ser una característica comuna a molts centres informàtics d'universitats i empreses als anys noranta. Es comunicava amb un concentrador Gandalf PACX a la sala de l'ordinador central

Els concentradors de terminals, també coneguts com multiplexors de terminals, eren dispositius de maquinari utilitzats per multiplexar múltiples terminals sèrie a una única connexió d'ordinador de maquinari. Eren adaptadors de terminals que permetien als terminals informàtics connectar-se als ordinadors host mitjançant una única interfície.
Exemples de multiplexors de terminals van ser l'IBM 3299 i els multiplexors de terminals fabricats per Gandalf Technologies .

## Multiplexors Gandalf
Gandalf va ser fundada per Desmond Cunningham i Colin Patterson l'any 1971 i va començar el seu negoci des del vestíbul de l'hotel Skyline, que ara és l'hotel Crowne Plaza, d'Ottawa.
Els primers productes de l'empresa eren uns concentradors d'aspecte industrial per a terminals remots que eren suportats per grans multiplexors de terminals al "extrem de l'ordinador". Gandalf es va referir a aquests sistemes com a " PACX ", en analogia amb la PABX de telefonia que proporcionava serveis similars en l'àmbit de la veu. Aquests sistemes permetien a l'usuari "marcar" la caixa de Gandalf i després indicar-li a quin ordinador es volia connectar.
Amb la introducció dels mòdems d'alta velocitat de baix cost a principis de la dècada de 1990, Gandalf es va tornar cada cop més irrellevant. Fins i tot les solucions de màxima velocitat aviat van ser superades per sistemes estandarditzats com v.32bis. Els adaptadors de terminals de baix cost basats en tecnologies RADIUS (i similars) que es connecten a Ethernet van erosionar encara més els seus negocis principals, oferint funcions similars als commutadors PACX i Gandalf es va declarar en fallida el 1997. Mitel va comprar tot el negoci de productes de Gandalf, incloses les propietats intel·lectuals, el fons de voluntat del negoci inclòs el dret exclusiu d'utilitzar el nom a tot el món per 14,9 milions de dòlars; va utilitzar la tecnologia de dades i el personal per ajudar a traslladar la seva divisió PBX al mercat de VoIP.